# Исса, Абду Сидику
Абду Сидику Исса (фр. Abdou Sidikou Issa) — дивизионный генерал нигерской армии, который занимает должность начальника штаба вооружённых сил Нигера с 31 марта по 5 августа 2023 года после того, как был назначен президентом и его кабинетом. 26 июля 2023 года поддержал свержение президента Мохамеда Базума Национальным советом по охране родины, чтобы, по его словам, «избежать смертельной конфронтации». Он был уволен с поста начальника штаба 5 августа 2023 года правящей хунтой, и его заменил бригадный генерал Мусса Салау Барму, бывший глава спецназа Нигера.